# Manorama Khatua

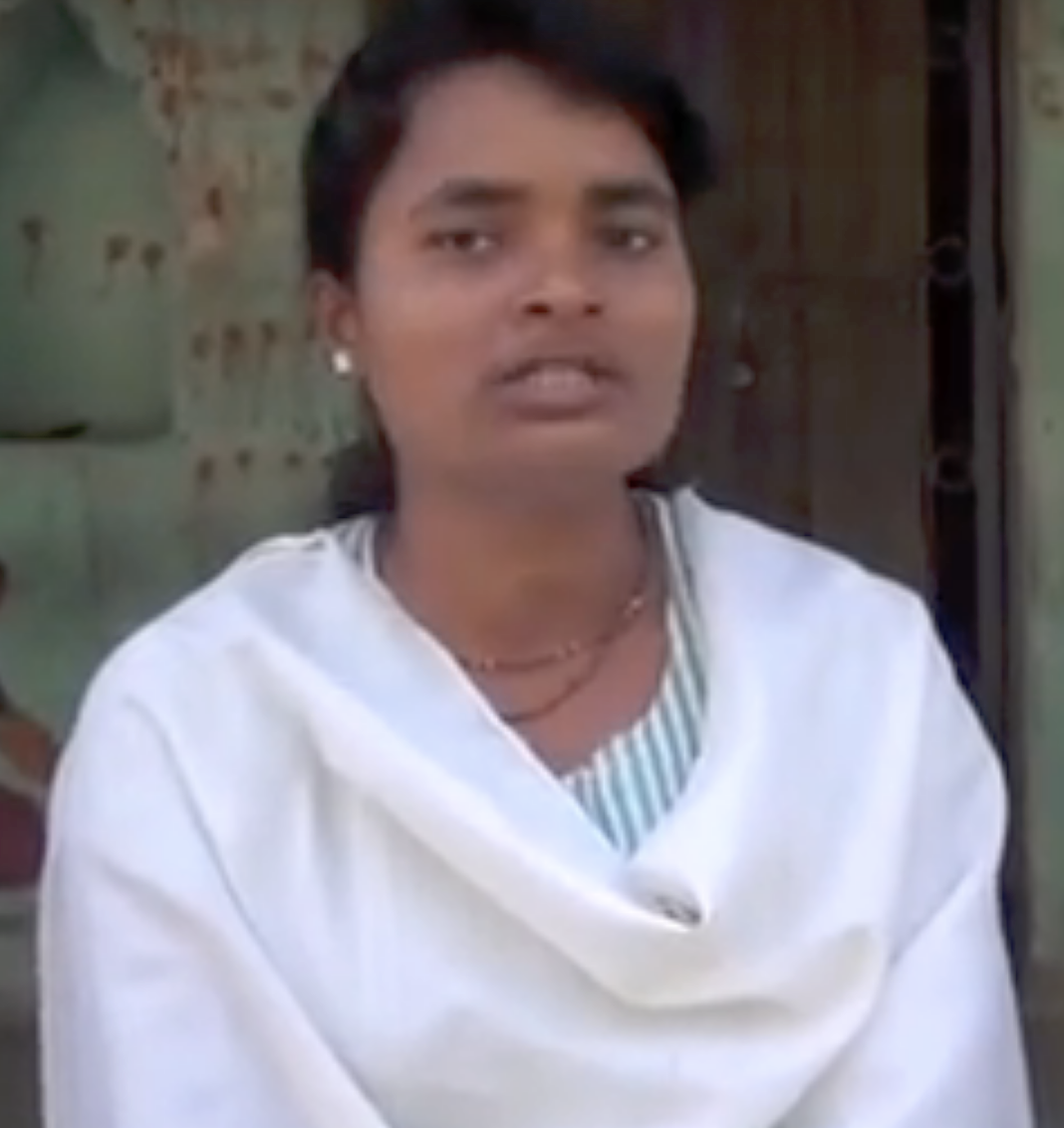
Manorama Khatua

Manorama Khatua is een activiste voor landrechten uit Odisha, India. Ze is een van de leiders van vrouwenafdeling van de anti-POSCO-protestbeweging.

## Activiteiten
Khatua verzette zich samen met andere leden van de lokale bevolking tegen bouw van een staalfabriek door POSCO, een Zuid-Koreaans staalbedrijf dat in 2005 plannen maakte om een vestiging in deelstaat Odisha te starten. POSCO beloofde daarbij zo'n 18.000 banen te creëren, maar de lokale bevolking zou juist tevreden zijn met hun huidige werk- en leefomstandigheden. Gezien protesten vanuit de lokale bevolking en ontbrekende steun van de Indiase overheid besloot POSCO in 2015 het 12 miljard dollar project vooralsnog uit te stellen. In 2016 vertelde Khatua dat er meerdere staatszaken tegen haar liepen en zij zich niet vrij kon bewegen in haar regio.